# 無人地帯

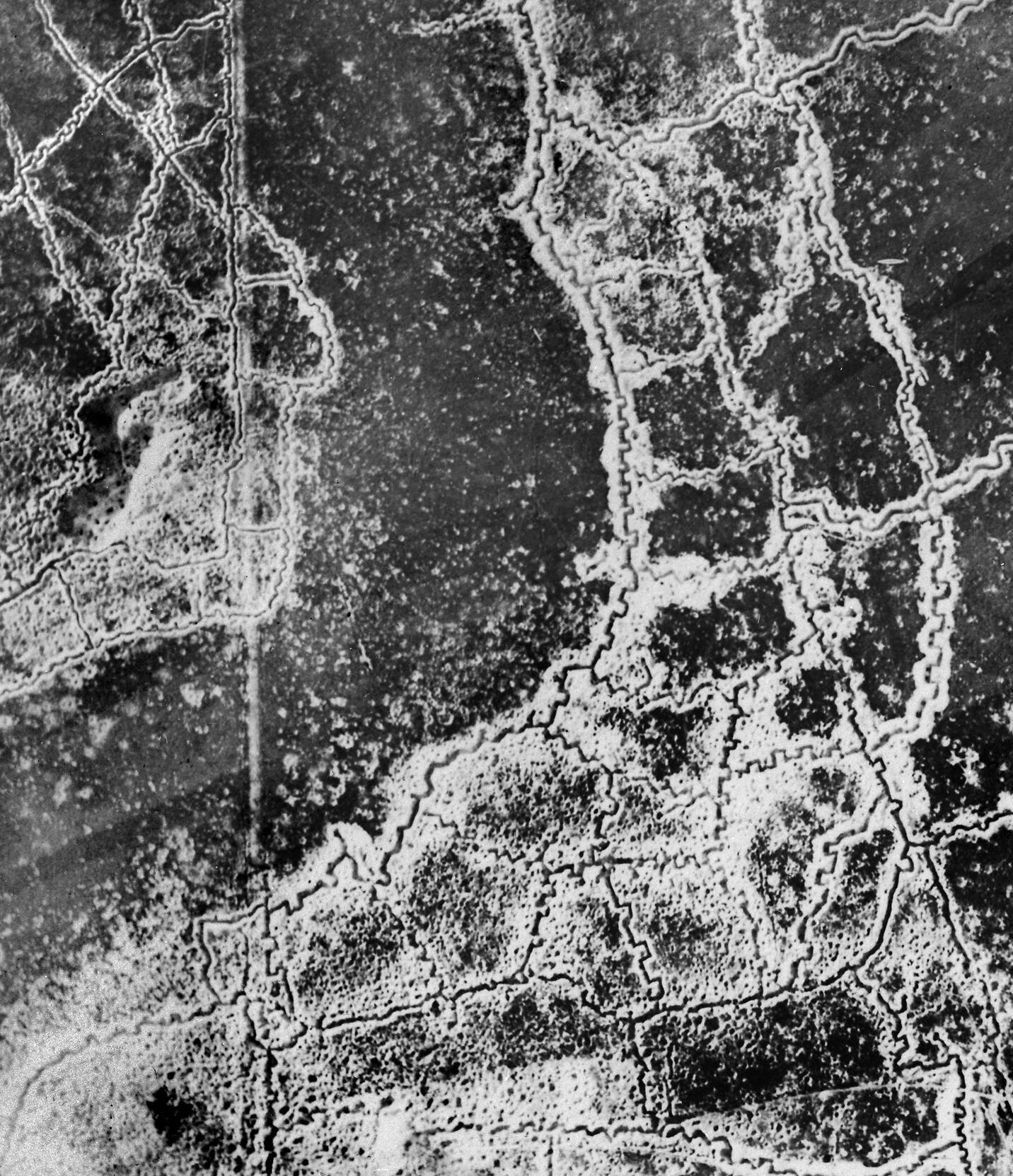
第一次世界大戦中、フランスのアルトワにつくられた無人地帯。左上がイギリス軍、右がドイツ軍の塹壕である。

無人地帯（むじんちたい、英: no man's land）とは、どの勢力からも占有されていない土地のこと。中間地帯ともいう。
係争中の領域や、刑場などの迷惑施設の所在地、雑用品の保管所などを指したが、第一次世界大戦後は、敵味方両軍が対峙して膠着状態にある塹壕の間を言うようになった。

## 起源
オックスフォード英語辞典によると、語源は1320年にまでさかのぼることができる。当時は係争中の領地や、法の不一致がある土地を nonesmanneslond と呼んだ。後にはロンドン北方の刑場一帯を指した。海運業界では綱、テークル、ブロックなどの雑多な道具類を収める部屋にこの語が利用された。

## 第一次世界大戦

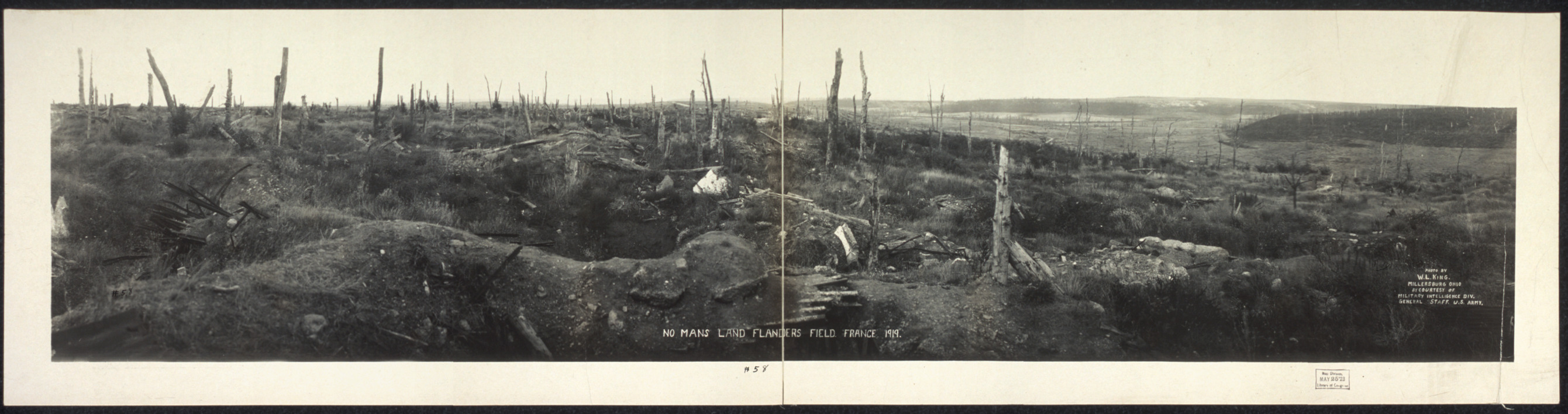
フランスのフランドル地方の無人地帯

イギリスが連合国側として参戦、フランスに上陸した1914年にはまだこの用語は普及しておらず、単純に塹壕と塹壕のあいだを指すだけの言葉だった。軍事的文脈では、陸軍将校で軍事史家のアーネスト・スウィントンが Point of View のなかで初めて用いた。西部戦線の従軍記者だった彼は同書の「海への競争」で、無人地帯について述べている。同年末のクリスマス休戦以降、「無人地帯」の言葉は浸透を始め、公式なコミュニケや新聞のルポ、英海外派遣軍内部の通信文にみられるようになった。
無人地帯の幅は短いもので10メートル、長いもので数百メートルあった。ここに足を踏み入れることは、両軍の兵士にとって地獄に行くも同然であった。敵陣に据え付けられた機関銃や迫撃砲、各種大砲、狙撃兵チームは無人地帯内のあらゆる地点を射撃できるよう効果的に配置され、歩哨は常に厳重な警戒を怠らなかった。域内では戦闘前とは一変した地形、有刺鉄線や砲弾の破孔、各種兵器、装備の残骸や戦死者の遺体などで真っ直ぐ進むこともままならず、しかも地面には不発弾や地雷がこれでもかというほど埋まっていた。敵陣への突撃、味方陣地への退却、遺体や負傷者の収容にあたって兵士たちはあらゆる方向からのあらゆる攻撃手段を耐え抜き、高い犠牲を払いながら無人地帯を行き来したのである。第一次大戦に英軍将校として従軍し戦死した詩人のウィルフレッド・オーエンは、下記の2通の手紙をのこしている。
| 「 | （無人地帯は）病に冒された樹のように穴ぼこだらけで、ガン患者の息の臭いがする。雪が降ればそこは月面、無秩序で、クレーターだらけで、住めるはずもなく、恐ろしい、狂気のすみか。 [No Man's Land] is pock-marked like the body of foulest disease and its odour is the breath of cancer...No Man's Land under snow is like the face of the moon, chaotic, crater-ridden, uninhabitable, awful, the abode of madness. | 」 |

| 「 | 恐ろしき光景、下劣な音... すべてが無残で、ぜい弱で、爆発する。死の歪曲、壕の外で屍が風雨に晒される、もっとも忌まわしき地。 Hideous landscapes, vile noises....everything unnatural, broken, blastered; the distortion of the dead, whose unburiable bodies sit outside the dug-outs all day, all night, the most execrable sights on earth. | 」 |

小火器の通用しない戦車が登場する大戦末期まで、無人地帯を通過するのは至難の業であった。

## 冷戦中に設けられた無人地帯
冷戦中は、鉄のカーテン一帯が無人地帯になった。幅数百メートルにおよぶこの領域は公式には東側陣営に属したが、域内には監視塔や地雷原、不発弾、残骸が散乱した。

## 現代世界における無人地帯
グァンタナモ米軍基地は「サボテンのカーテン」という無人地帯でキューバ本土と隔てられている。1961年、キューバは軍を動員して基地北東のフェンス沿いにオプンティア種のサボテンを植え、人民の亡命を阻止しようとした。これはヨーロッパの鉄のカーテンや東アジアの竹のカーテンになぞらえ「サボテンのカーテン」とあだ名された。さらに、米軍とキューバ軍は無人地帯に5万5000個の地雷を敷設し、世界第二（西半球では最大）の地雷原を生み出した。ビル・クリントン大統領は1996年に地雷の除去を命じたが、その代わり遠隔監視機能や音センサー付きの高性能地雷が新たに埋められた。一方、キューバ政府は国境側の地雷除去に応じていない。
またイスラエルとパレスチナの公的な境界線、通称グリーンライン沿線のうち、係争中の領域の一部は「無人地帯」とみなされている。